# 高橋勝兵衛
高橋 勝兵衛（たかはし かつべえ、1859年7月24日〈安政6年6月25日〉 - 1932年〈昭和7年〉10月31日）は、明治から昭和時代戦前の政治家。山形県会議長。山形県山形市長。幼名は源吉、のち謙。

## 経歴
先代勝兵衛の長男として、出羽新庄藩領村山郡大槇村（山形県北村山郡大槇村、戸沢村を経て、現村山市大槇）に生まれる。代々酒造業を営む旧家であった。漢学を修めたのち、米沢中学に遊学する。1876年（明治9年）大槇小学校設立とともに補助教師となり、のち白鳥稲長小学校兼務となる。学務委員を経て、連合町村会議員に当選。1886年（明治19年）2月には28歳で山形県会議員に当選し、その後死去するまで12回当選した。
県参事会員を2期務め、県会議長となり、1927年（昭和2年）議長在任中に山形市長に迎えられた。1928年（昭和3年）藍綬褒章を受章した。1932年（昭和7年）10月31日、在任中に死去した。